# Sabreman
Sabreman (muž s šavlí) je postavou série pěti počítačových her od společnosti Ultimate Play The Game:
- Sabre Wulf (rok vydání 1984) - Sabreman se musí dostat z džungle. K tomu musí Indiánům dát vlčí amulet sestavený ze čtyř částí, které musí najít.[1]
- Underwurlde (rok vydání 1984) - Sabreman se musí dostat ven z hradu. Při tom nesmí spadnout z velké výšky. Pokud už musí skočit z velké výšky, musí dopadnout na některou z bublin, které vycházejí z podzemí.[2] Může také využít lana. V hradu může najít prak, luk, dýku a pochodeň.
- Knight Lore (rok vydání 1984) - Sabreman je uvězněn v zámku, ze kterého se musí s pomocí dobrého čaroděje Melkhiora dostat ven. Jeho úkol mu ztěžuje kouzlo, které ho v noci mění ve vlka, ve vlčí podobě ale za čarodějem nesmí.[3] Na svojí záchranu má pouze 40 dní, pokud se do té doby nestihne vysvobodit, zůstane zaklet navždy.[4] V této hře byl poprvé použit Filmation engine.[5]
- Pentagram (rok vydání 1986) - Sabreman má za úkol najít a obnovit magický Pentagram.[5] Proti předcházejím hrám má v tého hře Sabreman možnost útočit na nepřátele na dálku.
- Mire Mare - hra byla slíbena, ale nikdy nebyla vydána.[3] Poslední Sabremanovo dobrodružství se tak odehrává ve hře Land of Mire Mare, kterou místo nevydané hry naprogramoval v roce 2014 Luca Bordoni.[6][7] Sabreman v této hře musí najít tři začarované diamanty a vhodit je do studny, aby uklidnil činnost vulkánů.